# Каделл, Фрэнсис
Фрэнсис Кэмпбелл Буало Каделл (англ. Francis Campbell Boileau Cadell, 12 апреля 1883[…], Эдинбург — 6 декабря 1937, Эдинбург) — шотландский художник, член группы Шотландские Колористы.

## Жизнь и творчество
Родился в Эдинбурге в семье хирурга Фрэнсиса Каделла (1844—1909) и его жены Мэри Гамильтон Буало (1853—1907). Его младшая сестра Джин Каделл стала актрисой. В возрасте 16 лет Карелл приеехал в Париж и поступил в Академию Жюлиана. Большое влияние на всё последующее творчество художника оказало его знакомство и связи в среде французского авангарда и фовистов, а также близость к окружению Анри Матисса. После возвращения в Шотландию полотна Карелла периодически выставлялись в картинных галереях Лондона, Эдинбурга и Глазго. Художник создал значительное количество пейзажей, натюрмортов, жанровых композиций и интерьеров, однако особой популярностью пользовались его портреты, написанные яркими и сочными красками.
Одним из излюбленных мест творчества Карелла был многократно отражённый на его полотнах один из островов Гебридского архипелага — Айона, который Карелл впервые посетил в 1912 году. В 1920-е годы он, вместе со своим другом, художником Сэмюэлем Пепло, проводил на Айоне летние месяцы, рисуя местные пейзажи.
Каделл умер от рака в 1937 году.

## Галерея
- Ваза с водой
- Интерьер с оперными часами
- Регбист
- Кафе Флориана
- Айона, вид на север
- Пейзаж Айона, c.1930
- Остров Айона
- Корова на крестьянском подворье
- Чёрная шляпа мисс Вошоп
- Два матроса
- За работой
- Айона. Пасущаяся корова
- Предгорье
- Замок Гота